# Кельчевський Євген Анатолійович
Кельчевський Євген Анатолійович (14 серпня 1883, Санкт-Петербург, Російська імперія — 26 серпня 1935, Париж, Франція) — начальник 1-го генерал-квартирмейстерства Українського Генерального штабу Дієвої Армії УНР.

## Біографія
Народився у Санкт-Петербурзі.
Закінчив 1-й кадетський корпус, Михайлівське артилерійське училище. Служив у 2-й Гренадерській артилерійській бригаді. Згодом служив у інших артилерійських бригадах. Перевівся до кавалерії — служив у 17-му уланському Новомиргородському полку. Закінчив Імператорську Миколаївську військову академію за 1-м розрядом у 1912 році. Під час Першої світової війни служив на штабових посадах у штабі Південно-Західного фронту. Останнє звання у російській армії — підполковник.
З 23 листопада 1917 року — начальник 1-го генерал-квартирмейстерства Українського Генерального штабу Дієвої Армії УНР.
У лютому 1918 року перейшов на службу до більшовиків, був начальником штабу у командувача радянських військ М. Муравйова, разом з яким згодом перевівся на Східний фронт РСЧА. Протягом 15 серпня 1918 року — 13 вересня 1918 року обіймав посаду начальника штабу 2-ї армії РСЧА. Після придушення заколоту Муравйова перейшов на бік білих, де командних посад не обіймав.
Білоемігрант, помер та похований у Парижі.